# 14708 Slaven
14708 Slaven è un asteroide della fascia principale interna. Scoperto nel 2000, presenta un'orbita caratterizzata da un semiasse maggiore pari a 2,237494 UA e da un'eccentricità di 0,231948, inclinata di 3,309305° rispetto all'eclittica. Ha un diametro di 2,188 km e un'albedo di 0,486.
L'asteroide è dedicato all'insegnante americana Kathy Slaven.